# Bladt Industries
Bladt Industries A/S er en dansk leverandør af stålkonstruktioner med hovedsæde i Aalborg på Aalborg Havn og produktion her og på Lindø. Virksomheden blev stiftet i 1965 som Jørgen Bladt A/S. Bladt Industries ejes siden 2023 af det sydkoreanske firma CS WIND.
Bladt Industries havde i regnskabsåret 2016 en omsætning på 3,5 mia. kr. og et nettoresultat på 123 mio. kr. Det gennemsnitlige antal medarbejdere var 700 (2016).
Virksomheden er specialiseret i at fremstille komplicerede stålkonstruktioner til vindenergisektoren, olie- og gasindustrien, bygge- og anlægsprojekter. De færdige produkter leveres både on- og offshore.

## Projekter
Bladt Industries A/S har mange store projekter bag sig bl.a.:
- Offshore fundamenter til:
  - Samsø, Egmond an Zee, Horns Rev II, Belwind, Baltic 1, Walney 2, London Array, Gwynt y Môr, Anholt, West of Duddon Sands, Baltic 2, Butendiek, Borkum Riffgrund, Westermost Rough, Gode Wind, Sandbank, Wikinger, Burbo Banks Extenstion, Veja Mate, Walney Extension 3+4, Arkona, Wikinger og Beatrice samt offshore transformerstationer til Sandbank, Nordsee One, Bligh Bank og Hornsea One .

- Offshore transformerstationer til:
  - Nysted, Q7, Lillgrund, Robin Rigg, GUnfleet Sands, Rødsand B, Walney 1, Walney II, Anholt, Borkum Riffgrund 1, Northwind, Nordsee Ost, Nordsee One, Sandbank, Hornsea Project One og Northwester2.
- Stålfundamenter til Horns Rev 2 (verdens største vindmøllepark ved indvielsen i 2009)
- Stålfundamenter til London Array (forventes at blive verdens største vindmøllepark[4])
- Offshore transformerstation til Nysted Vindmøllepark [5] (Danmarks første offshore transformerstation)
- I 2011 blev verdens hidtil største transformerstation bygget på Bladt's produktionsanlæg – 1800 tons – tre transformere til den danske offshore vindmøllepark ved Anholt.
- Danmarks længste indedørs gangbro i Københavns Lufthavn - en 100 meter lang bro, som forbinder metroen med security.